# December 1994
Dit artikel geeft een chronologisch overzicht van alle belangrijke gebeurtenissen per dag in de maand 
december van het jaar 1994.

## Gebeurtenissen

### 1 december
- Het crisiscentrum van de landmacht in Den Haag ontvangt voor het eerst een teken van leven van de sinds vijf dagen in Oost-Bosnië gegijzelde groep van zeventig Nederlandse VN-militairen.
- Ernesto Zedillo wordt beëdigd tot president van Mexico.
- Irmgard Möller, de bekendste nog in leven zijnde RAF-terroriste, wordt na een gevangenisstraf van bijna 23 jaar ontslagen uit de strafinrichting van het Noord-Duitse Lübeck.
- Egyptische en Amerikaanse studenten gaan op de campus van de Amerikaanse universiteit in Caïro met elkaar op de vuist, nadat diplomaten van de Amerikaanse ambassade op het universiteitsterrein zijn gearriveerd om onderzoek te doen naar een incident dat een dag eerder plaatshad.
- De Associatie van Zuid-Oostaziatische Landen (Asean) besluit Vietnam toe te laten als zevende lid.

### 2 december
- De regering van Australië besluit om de Aboriginals die hebben geleden door de nucleaire testen tijdens de jaren vijftig en zestig te compenseren.
- Het provinciebestuur van Drenthe wordt met een zogeheten aanwijzing gedwongen mee te werken aan ondergrondse gasopslag bij Langelo.
- Mahmoud Zahar, de leider van de fundamentalistische Hamas-beweging, en PLO-leider Yasser Arafat roepen een commissie in het leven die de meningsverschillen tussen beide Palestijnse organisaties uit de weg moet ruimen om onderling Palestijns geweld te voorkomen.

### 3 december
- De opgejaagde groep van anti-fundamentalistische intellectuelen in Algerije, moet opnieuw een zware klap incasseren als de markante hoofdredacteur en columnist van de krant Le Matin, Said Mekbel, dodelijk gewond raakt bij een aanslag.
- Door bomexplosies worden drie redactielokalen verwoest van Ozgur Ulke, de belangrijkste pro-Koerdische krant van Turkije. Bij de aanslag op het hoofdkantoor in Istanboel vallen een dode en 22 gewonden.

### 4 december
- In Sydney verspeelt de Nederlandse mannenhockeyploeg de wereldtitel door in de finale van het WK hockey na strafballen van Pakistan te verliezen.
- De Tsjetsjeense strijdkrachten zullen zich in de bergen terugtrekken als Russische troepen overgaan tot een invasie, aldus de opperbevelhebber van het Tsjetsjeense leger, kolonel Aslan Maschadov.
- Een wetsvoorstel van de Zwitserse overheid om procedures tegen ongewenste asielzoekers aan te scherpen krijgt bij een referendum brede steun van de bevolking.
- De centrumlinkse oppositie wint de tweede ronde van de plaatselijke verkiezingen in Italië. In vier van de zes provinciehoofdsteden waarin werd gestemd won een gezamenlijke lijst van ex-christendemocraten en ex-communisten.
- John de Wolf neemt met een nederlaag tegen Vitesse (0-3) afscheid van Feyenoord. Hij vertrekt naar de Engelse tweede divisieclub Wolverhampton Wanderers.

### 5 december
- De Bosnische president Alija Izetbegović verwijt het Westen zijn land in de steek te laten. In een harde rede tijdens de top van de Conferentie voor Veiligheid en Samenwerking in Europa (CVSE) beschuldigt hij vooral Frankrijk en Groot-Brittannië ervan de Serviërs te beschermen.
- AFC Ajax gaat harder optreden tegen supporters die illegaal vuurwerk meenemen naar het stadion. De dreiging van een dure Europese schorsing dwingt het bestuur van de landskampioen tot strengere fouillering en straffere maatregelen.
- Perron Nul, de opvangplaats voor drugsverslaafden bij Rotterdam CS, is gesloten. De gemeente Rotterdam hoopt snel twee panden te openen waar de ongeveer vijftig dakloze junks terecht kunnen, die Perron Nul als verblijfplaats hadden.
- Het Chinees Olympisch Comité (COC) laat een speciale commissie het grootste dopingschandaal uit zijn geschiedenis onderzoeken. De commissie krijgt ook de bevoegdheid straffen op te leggen aan de elf atleten die bij de Aziatische Spelen 'positief' werden bevonden.

### 10 december
- Yasser Arafat, Yitzhak Rabin en Shimon Peres krijgen de Nobelprijs voor de Vrede.

### 11 december
- Russische troepen vallen Tsjetsjenië binnen, dat de onafhankelijkheid heeft uitgeroepen als de Tsjetsjeense republiek Itsjkerië.

### 14 december
- Het Nederlands voetbalelftal wint in de Rotterdamse De Kuip met 5-0 van Luxemburg. Doelpuntenmakers zijn Youri Mulder, Bryan Roy, Wim Jonk, Ronald de Boer en Clarence Seedorf. De laatste maakt zijn debuut voor de ploeg van bondscoach Dick Advocaat in het EK-kwalificatieduel, net als invaller Pierre van Hooijdonk.

### 19 december
- Een herwaardering van de Mexicaanse peso leidt tot een enorme economische crisis in Mexico.

### 20 december
- Regerend wereldkampioen Brazilië sluit het jaar 1994 af als de nummer één op de FIFA-wereldranglijst. Nederland handhaaft zich op de zesde plaats.

### 24 december
- Air France vlucht 8969 wordt gekaapt op de luchthaven Houari Boumedienne in Algerije. Hierbij worden drie passagiers gedood.

### 31 december
- Bij een grote brand in het Switel-hotel in Antwerpen komen 15 personen om het leven en raken er 164 zwaargewond.

<< · januari · februari · maart · april · mei · juni · juli · augustus · september · oktober · november · december · >>